# دوغلاس كامينغز
دوغلاس كامينغز (بالإنجليزية: Douglas Cummings)‏ هو عازف تشيلو بريطاني، ولد في 1946، وتوفي في 14 مايو 2014.

## وصلات خارجية
- دوغلاس كامينغز على موقع IMDb (الإنجليزية)
- دوغلاس كامينغز على موقع ميوزك برينز (الإنجليزية)
- دوغلاس كامينغز على موقع أول ميوزيك (الإنجليزية)
- دوغلاس كامينغز على موقع ديسكوغز (الإنجليزية)